# Maximiliano Martínez
Maximiliano Ramón Martínez (San Miguel de Tucumán, 1º settembre 1992) è un calciatore argentino, difensore del Santamarina.

## Carriera
Cresciuto nelle giovanili del San Martín (T), ha esordito in prima squadra il 1º maggio 2011 in occasione del match di campionato perso 3-2 contro l'Instituto (C).